# Canton de Verdun-1
Le canton de Verdun-1 est une circonscription électorale française du département de la Meuse.

## Géographie
Ce canton est organisé autour du bureau centralisateur de Verdun et fait partie intégralement de l'arrondissement de Verdun. Son altitude varie de 194 m (Verdun) à 352 m (Sivry-la-Perche) pour une altitude moyenne de 276 m. Sa superficie est de 12,17 km2 sans compter la fraction de Verdun (la commune fait 31,03 km2 dans sa globalité).

## Histoire
Un nouveau découpage territorial de la Meuse (département) entre en vigueur à l'occasion des élections départementales de 2015. Il est défini par le décret du 17 février 2014, en application des lois du 17 mai 2013 (loi organique 2013-402 et loi 2013-403). Les conseillers départementaux sont, à compter de ces élections, élus au scrutin majoritaire binominal mixte. Les électeurs de chaque canton élisent au Conseil départemental, nouvelle appellation du Conseil général, deux membres de sexe différent, qui se présentent en binôme de candidats. Les conseillers départementaux sont élus pour 6 ans au scrutin binominal majoritaire à deux tours, l'accès au second tour nécessitant 12,5 % des inscrits au 1er tour. En outre la totalité des conseillers départementaux est renouvelée. Ce nouveau mode de scrutin nécessite un redécoupage des cantons dont le nombre est divisé par deux avec arrondi à l'unité impaire supérieure si ce nombre n'est pas entier impair, assorti de conditions de seuils minimaux. Dans la Meuse, le nombre de cantons passe ainsi de 31 à 17.
Le canton de Verdun-1 est formé d'une commune de l'ancien canton de Verdun-Ouest (Sivry-la-Perche) et d'une fraction de la commune de Verdun.

## Représentation
| Période élective | Période élective | Mandat | Mandat   | Identité            | Nuance | Nuance | Qualité |
| ---------------- | ---------------- | ------ | -------- | ------------------- | ------ | ------ | --- |
| 2015             | 2021             | 2015   | en cours | Marie-Jeanne Dumont |        | DVG    | Retraitée de la fonction publique Adjointe au maire de Verdun (2014-2020) |
| 2015             | 2021             | 2015   | en cours | Samuel Hazard       |        | PS     | Professeur d'histoire géographie Ancien conseiller général du canton de Verdun-Ouest (2011-2015) Maire de Verdun (depuis 2014) Président de la CA du Grand Verdun (depuis 2015) |
| 2021             | 2028             | 2021   | en cours | Dominique Gretz     |        | PS     | Éducatrice spécialisée, conseillère municipale de Verdun |
| 2021             | 2028             | 2021   | en cours | Samuel Hazard       |        | PS     | Conseiller sortant |

### Résultats détaillés

#### Élections de mars 2015
À l'issue du 1er tour des élections départementales de 2015, deux binômes sont en ballottage : Marie-Jeanne Dumont et Samuel Hazard (PS, 45,39 %) et Didier Fléaux et Julie Fleurant (UMP, 26,25 %). Le taux de participation est de 44,47 % (3 130 votants sur 7 039 inscrits) contre 53,07 % au niveau départemental et 50,17 % au niveau national.
Au second tour, Marie-Jeanne Dumont et Samuel Hazard (PS) sont élus avec 58,78 % des suffrages exprimés et un taux de participation de 42,42 % (1 650 voix pour 2 986 votants et 7 039 inscrits).
Marie-Jeanne Dumont a quitté le PS.

#### Élections de juin 2021
Le premier tour des élections départementales de 2021 est marqué par un très faible taux de participation (33,26 % au niveau national). Dans le canton de Verdun-1, ce taux de participation est de 27,88 % (1 904 votants sur 6 829 inscrits) contre 34,51 % au niveau départemental. À l'issue de ce premier tour, deux binômes sont en ballottage : Dominique Gretz et Samuel Hazard (PS, 80,48 %) et Marie Jeanne Dumont et Ivan Paris (Divers, 19,52 %).
Le second tour des élections est marqué une nouvelle fois par une abstention massive équivalente au premier tour. Les taux de participation sont de 34,36 % au niveau national, 35,74 % dans le département et 28,47 % dans le canton de Verdun-1. Dominique Gretz et Samuel Hazard (PS) sont élus avec 81,76 % des suffrages exprimés (1 497 voix pour 1 945 votants et 6 831 inscrits),,.

## Composition
| Nom                            | Code Insee | Intercommunalité   | Superficie (km2) | Population (dernière pop. légale)               | Densité (hab./km2) | Modifier                                    |
| ------------------------------ | ---------- | ------------------ | ---------------- | ----------------------------------------------- | ------------------ | ------------------------------------------- |
| Verdun (bureau centralisateur) | 55545      | CA du Grand Verdun | 31,03            | Fraction : 9 583 (2022) Commune : 16 610 (2022) | 535                | modifier les données · modifier les données |
| Sivry-la-Perche                | 55489      | CA du Grand Verdun | 12,17            | 279 (2022)                                      | 23                 | modifier les données · modifier les données |
| Canton de Verdun-1             | 5516       |                    |                  | 9 862 (2022)                                    |                    | modifier les données                        |

Le canton de Verdun-1 comprend :
1. une commune entière,
2. la partie de la commune de Verdun située au nord d'une ligne définie par l'axe des voies et limites suivantes : depuis la limite territoriale de la commune de Belleray, cours de la Meuse, pont du Sud (route départementale 330), boulevard de la Citadelle (inclus), ruisseau Sainte-Vanne, canal des Augustins (canal de l'Est), cours canalisé de la Meuse vers l'amont, canal Saint-Airy prolongé par le canal de Puty, pont Lilette, porte de la Tour-du-Champ, rue du Fort-de-Vaux (incluse), rue Georges-Chepfer (incluse), rue de Châtillon (incluse), rue du Briolet, chemin de Châtillon (inclus), allée Desandrouins (incluse), hôpital Desandrouins et son périmètre (inclus), ligne droite reliant la partie sud du périmètre de l'hôpital au chemin rural dit « Carafiole » passant au sud de l'hôpital, chemin rural dit « Carafiole », jusqu'à la limite territoriale de la commune de Belrupt-en-Verdunois.

## Démographie
En 2022, le canton comptait 9 862 habitants, en évolution de −6,52 % par rapport à 2016 (Meuse : −4,4 %, France hors Mayotte : +2,11 %).
| 2013   | 2018   | 2022  |
| ------ | ------ | ----- |
| 10 824 | 10 140 | 9 862 |